# Енос (Библија)
Енос (хебр. אנוש) је библијска личност, споменута у Старом завету као један од патријарха пре Великог потопа. Он је рођен у 235. години после стварања света.
По библијском предању Енос је био син Ситов, унук Адама и Еве и нећак Каина и Авељa. 
У Књизи постања он се помиње на више места:
„Ситу се роди син, кому он надјене име Енос. Тада се поче призивати име Господње."
„Кад је Ситу било сто и пет година, роди му се Енос."
„Кад је Еносу било деведесет година, роди му се Кенан. По рођењу Кенанову Енос је живео осам стотина и петнаест година те му се родило још синова и кћери. Енос поживе у свему девет стотина и пет година. Потом умрије. "